# Étienne Antoine
Pour les articles homonymes, voir Antoine.
Étienne Antoine est un homme politique français né le 9 avril 1793 à Metz (Moselle) et décédé le 4 décembre 1855 à Metz.

## Biographie
Cultivateur et brasseur, il est député de la Moselle de 1848 à 1849, siégeant avec les partisans du général Cavaignac. 

## Sources
- Ressource relative à la vie publique :   - Base Sycomore
- « Étienne Antoine », dans Adolphe Robert et Gaston Cougny, Dictionnaire des parlementaires français, Edgar Bourloton, 1889-1891 [détail de l’édition]